# Idiothele mira
Idiothele mira – gatunek pająka z rodziny ptasznikowatych (Theraphosidae), zamieszkującego Republikę Południowej Afryki. Mało agresywny, ma silny jad.

## Taksonomia
Idiothele mira po raz pierwszy opisał Richard C. Gallon w roku 2010. Gatunek ten umieścił w rodzaju Idiothele.

## Zasięg występowania i środowisko
Zamieszkuje dwa rezerwaty położone w RPA: Tembe Elephant oraz Ndumo. Jest gatunkiem podziemnym, zasiedla samodzielnie wykopane norki z otwierającą się do wewnątrz klapką, zbudowaną z pajęczyny oraz mieszanki ziemi z liśćmi. Jego nora znajduje się zazwyczaj między kamieniami i krzewami.

## Opis
Młody osobnik nie różni się od innych młodych afrykańskich ptaszników z rodzaju Pterinochilus, Ceratogyrus czy Harpactira. Dopiero przy mniej więcej czwartym linieniu na stopach zaczyna się pojawiać niebieski kolor. Dorosły jest beżowozłocisty z niebieskimi „skarpetkami”. Idiothele mira to mały ptasznik, długość ciała samicy zwykle wynosi ok. 3–4 cm. Samiec jest od niej nieco mniejszy (ma ok. 2,5 cm), lecz różnica ta często jest niewielka. Dojrzały płciowo samiec posiada na nogogłaszczkach bulbusy (narządy płciowe), a na najdłuższej parze odnóży haczyki, służące do podtrzymywania samicy podczas kopulacji.
Samice żyją krótko, umierają zwykle po 6 latach, samiec dożywa 2–3 miesięcy od ostatniego linienia.
Mimo że jest afrykańskim ptasznikiem, jest stosunkowo mało agresywny. Jest to skryty gatunek, preferujący ucieczkę w sytuacji zagrożenia. Najczęściej przebywa przy wejściu do swojej norki. Dysponuje silnym jadem.